# Esmeralda de Jesus Garcia
Esmeralda de Jesus Freitas Garcia Silami (ur. 16 lutego 1959 w Sete Lagoas) – brazylijska lekkoatletka specjalizująca się w skoku w dal i trójskoku, startowała również w zawodach sprinterskich. Dwukrotna olimpijka, najbardziej znana z ustanowienia (nieratyfikowanego) rekordu świata w trójskoku kobiet 5 czerwca 1986 roku w Indianapolis z wynikiem 13,68 m.

## Osiągnięcia
| Rok  | Impreza                                            | Miejsce   | Lokata     | Konkurencja        | Wynik   |
| ---- | -------------------------------------------------- | --------- | ---------- | ------------------ | ------- |
| 1975 | Mistrzostwa Ameryki Południowej juniorów młodszych | Quito     | 1. miejsce | Bieg na 100 m      | 11,7 s  |
| 1975 | Mistrzostwa Ameryki Południowej juniorów młodszych | Quito     | 3. miejsce | Bieg na 200 m      | 24,5 s  |
| 1975 | Mistrzostwa Ameryki Południowej juniorów młodszych | Quito     | 2. miejsce | Sztafeta 4 × 100 m | 48,1 s  |
| 1983 | Mistrzostwa ibero-amerykańskie                     | Barcelona | 1. miejsce | Bieg na 100 m      | 11,67 s |
| 1983 | Mistrzostwa ibero-amerykańskie                     | Barcelona | 4. miejsce | Skok w dal         | 5,97 m  |